# The Butterflies of Love
The Butterflies of Love son un grupo de pop-rock indie estadounidense de New Haven, Connecticut, liderado por Jeff Greene y Dan Greene (no hay relación de parentesco entre ellos).
En 1998 apareció su sencillo de debut, Rob a Bank, que fue acogido con buenas críticas por la prensa especializada. Tras otro sencillo, It's Different Now (elegido sencillo de la semana por la revista NME), lanzaron su primer álbum, How To Know, que igualmente fue bien recibido por diferentes revistas.

## Discografía

### Singles/EP
- Rob a Bank
- It's Different Now
- Wintertime Queen
- The Mutation
- Dream Driver
- Orbit Around You

### Álbumes
- How to Know The Butterflies of Love (1999)
- The New Patient (2002)
- Famous Problems (2007)